# Eldo
 (décembre 2007).
Si vous disposez d'ouvrages ou d'articles de référence ou si vous connaissez des sites web de qualité traitant du thème abordé ici, merci de compléter l'article en donnant les références utiles à sa vérifiabilité et en les liant à la section « Notes et références ».
Eldo de son vrai nom Leszek Kaźmierczak (né le 27 juillet 1979), est un rappeur et musicien, cofondateur de Grammatik avec Jotuze. Son pseudo Eldo, ou Eldoka, est basé sur les initiales L.K. (eL do Ka). Gradué du Lycée d'Enseignement Gorski à Varsovie.

## Discographie
Albums
- avec Grammatik :
  - 1998 : EP
  - 1999 : EP+ (Blend Records)
  - 2000 : Światła Miasta (T1-Teraz)
  - 2004 : Reaktywacja (Embargo Nagrania)
  - 2005 : 3 (Embargo Nagrania)
  - 2007 : Podróże (Frontline Records)

- avec Parias
  - 2011 : Parias

- solo:
  - 2001 : Opowieść o tym, co tu dzieje się naprawdę (T1-Teraz)
  - 2003 : Eternia (Blend Records)
  - 2006 : Człowiek, który chciał ukraść alfabet (avec Bitnix, Frontline Records)
  - 2007 : 27 (My Music Group)
  - 2008 : Nie pytaj o nią (My Music Group)
  - 2010 : Zapiski z 1001 nocy (My Music Group)

Singles 
- avec Grammatik:
  - Nie ma skróconych dróg
  - Reaktywacja
  - Każdy ma chwilę
  - Podróże (nakład 100 sztuk sprzedany w jednym z warszawskich Empików}

- solo:
  - 2001 : Te słowa
  - 2003 : Mędrcy z Kosmosu
  - 2003 : Tylko słowo
  - 2007 : Więcej (dans la internet)
  - 2010 : Pożycz mi płuca (dans la internet)